# Комков, Анатолий Алексеевич
Анатолий Алексеевич Комков (30 января 1952, Подольск, СССР — ?) — советский футболист, полузащитник, защитник; российский тренер. Старший брат футболиста Владимира Комкова.
Воспитанник подольского футбола. В 1969 году играл в классе «Б» за местное «Торпедо». В следующем сезоне провёл 25 игр в первой группе «А» в составе московского «Локомотива». В 1972—1973 годах играл в клубах второй лиги «Искра» Смоленск, «Машиностроитель» Подольск, СКА Чита.
В 1974—1989 годах (с двумя перерывами в 1977 и 1981) Комков играл в пермской «Звезде», за которую сыграл рекордные 468 игр. В 1991—1994 работал в команде тренером.